# Football Club Lucchese 1905 2012-2013
Questa pagina raccoglie le informazioni riguardanti il Football Club Lucchese 1905 nelle competizioni ufficiali della stagione 2012-2013.

## Stagione
Nella stagione 2012-2013 la F.C. Lucchese 1905 ha disputato il secondo campionato di quinta serie della sua storia, prendendo parte al girone D della Serie D. Inizialmente era stato assunto come allenatore Luciano Bruni, ma in seguito a divergenze è stato chiamato al suo posto Duccio Innocenti.

## Divise e sponsor
Lo sponsor tecnico per la stagione 2012-2013 è Lotto. Lo sponsor ufficiale è Metaenergia spa. La prima maglia è a strisce verticali rosse e nere, calzoncini neri e calzettoni neri. La seconda maglia è bianca come i pantaloncini e i calzettoni.
| 1ª divisa | 2ª divisa |

## Organigramma societario
Area direttiva
- Presidente: Nicola Giannecchini
- Soci[3]: Nicola Giannecchini, Moreno Micheloni, Laura Nannini, Carmelo Sgrò, Marco Gonzadi, Alberto Francesconi

Area tecnica
- Direttore sportivo: Bruno Russo
- Allenatore: Duccio Innocenti
- Allenatore in seconda: Oliviero Di Stefano
- Preparatore atletico: Riccardo Guidi
- Preparatore portieri: Moreno Bolognesi
- Dirigente accompagnatore: Moreno Micheloni

Area sanitaria
- Responsabile medico: Alessandro Cerrai
- Medico sociale: Dino Nardinelli
- Massaggiatori: Alessandro Puccinelli e Lorenzo Lunardi

## Rosa
| N. |                      | Ruolo | Calciatore               |
| -- | -------------------- | ----- | ------------------------ |
|    | Italia (bandiera)    | P     | Luca Babbini             |
|    | Italia (bandiera)    | P     | Leandro Casapieri        |
|    | Italia (bandiera)    | D     | Fabio Aliboni (capitano) |
|    | Italia (bandiera)    | D     | Simone Angeli            |
|    | Italia (bandiera)    | D     | Antonio Barretta         |
|    | Italia (bandiera)    | D     | Nicola Cipriani          |
|    | Italia (bandiera)    | D     | Stefano De Vita          |
|    | Argentina (bandiera) | D     | Marcos Espeche           |
|    | Italia (bandiera)    | D     | Jacopo Galli             |
|    | Italia (bandiera)    | D     | Matteo Lunardi           |
|    | Italia (bandiera)    | D     | Matteo Rossi             |
|    | Italia (bandiera)    | C     | Alen Carli               |
|    | Italia (bandiera)    | C     | Matteo Cervelli          |
|    | Italia (bandiera)    | C     | Elia Chianese            |
|    | Italia (bandiera)    | C     | Mirko Chiarabini         |

| N. |                    | Ruolo | Calciatore              |
| -- | ------------------ | ----- | ----------------------- |
|    | Italia (bandiera)  | C     | Giovanni Conti          |
|    | Brasile (bandiera) | C     | Soares Da Silva         |
|    | Italia (bandiera)  | C     | Daniele Del Giudice     |
|    | Italia (bandiera)  | C     | Mariano Discetti        |
|    | Italia (bandiera)  | C     | Simone Gatto            |
|    | Italia (bandiera)  | C     | Domenico Giordano       |
|    | Italia (bandiera)  | C     | Marco Lima              |
|    | Italia (bandiera)  | C     | Gianni Nicola Redomi    |
|    | Italia (bandiera)  | C     | Jacopo Russo            |
|    | Italia (bandiera)  | A     | Cristiano Carlo Brega   |
|    | Italia (bandiera)  | A     | Giacomo Canalini        |
|    | Italia (bandiera)  | A     | Francesco Nardi         |
|    | Italia (bandiera)  | A     | Tommaso Pecchioli       |
|    | Italia (bandiera)  | A     | Federico Sergio Petroni |
|    | Italia (bandiera)  | A     | Marco Pettrone          |

## Calciomercato

### Sessione estiva(dal 01/07 al 31/08)
| Acquisti | Acquisti             | Acquisti                     | Acquisti                     |
| R.       | Nome                 | da                           | Modalità                     |
| -------- | -------------------- | ---------------------------- | ---------------------------- |
| P        | Luca Babbini         | Chiavari Caperana            | prestito                     |
| D        | Matteo Cervelli      | Fiorentina                   | prestito                     |
| D        | Elia Chianese        | Spezia                       | prestito (riscatto gratuito) |
| D        | Nicola Cipriani      | Calcio Lammari               | prestito                     |
| D        | Tommaso Collini      | Castelnuovese                | prestito                     |
| D        | Jacopo Galli         | Livorno                      | prestito                     |
| C        | Alen Carli           | Pordenone                    | prestito                     |
| C        | Mirko Chiarabini     | Entella                      | prestito                     |
| C        | Daniele Del Giudice  | Puteolana                    | prestito                     |
| C        | Mariano Discetti     | San Michele Cattolica Virtus | prestito                     |
| C        | Simone Gatto         | Empoli                       | fine prestito                |
| A        | Cristian Carlo Brega | Fortis Juventus              | prestito                     |
| A        | Tommaso Pecchioli    | San Michele Cattolica Virtus | prestito                     |

| Cessioni | Cessioni         | Cessioni   | Cessioni   |
| R.       | Nome             | a          | Modalità   |
| -------- | ---------------- | ---------- | ---------- |
| A        | Jonathan Granito | Tuttocuoio | svincolato |

## Risultati

### Serie D

#### Girone di andata
| Arbitro: | Detta (Mantova) |

|                  |           |                                   |
| Greco 63’ (rig.) | Marcatori | 15’ (aut.) Leonardi 90+3’ Aliboni |

| Lucca 9 settembre 2012, ore 15:00 CEST 2ª giornata | Lucchese           | 0 – 0 | Mezzolara | Stadio Porta Elisa (700 spett.)\| Arbitro: \| Zanonato (Vicenza) \| |
| Arbitro:                                           | Zanonato (Vicenza) |       |           |                                                                     |

| Arbitro: | Pisicoli (Nichelino) |

|  |           |                        |
|  | Marcatori | 21’ Brega, 90+5’ Nardi |

| Lucca 23 settembre 2012, ore 15:00 CEST 4ª giornata | Lucchese        | 0 – 0 referto | Fidenza | Stadio Porta Elisa\| Arbitro: \| Fourneau (Roma) \| |
| Arbitro:                                            | Fourneau (Roma) |               |         |                                                     |

| Arbitro: | Colinucci (Cesena) |

|               |           |                   |
| Fiorentini 8’ | Marcatori | 41’, 44’ Canalini |

| Arbitro: | Ranaldi (Tivoli) |

|                                                |           |  |
| Lima 39’ Chianese 56’ Canalini 75’ (rig.), 84’ | Marcatori |  |

| Arbitro: | Alfarè (Mestre) |

|             |           |  |
| Canalini 6’ | Marcatori |  |

| Arbitro: | Capone (Palermo) |

|                           |           |  |
| Mammetti 21’ Milianti 61’ | Marcatori |  |

| Arbitro: | Chiavaroli (Pescara) |

|              |           |               |
| Canalini 49’ | Marcatori | 81’ Dal Monte |

| Bagnolo in Piano 4 novembre 2012, ore 14:30 CEST 10ª giornata | Bagnolese        | 0 – 0 referto | Lucchese | Stadio "Fratelli Campari" (200 circa spett.)\| Arbitro: \| Strippoli (Bari) \| |
| Arbitro:                                                      | Strippoli (Bari) |               |          |                                                                                |

| Arbitro: | Gualtieri (Asti) |

|           |           |                           |
| Brega 16’ | Marcatori | 24’ Agostini 37’ Lombardi |

| Arbitro: | Maggioni (Lecco) |

|  |           |                                            |
|  | Marcatori | 22’, 47’ (rig.) Brega 33’ Redomi 77’ Carli |

| Arbitro: | Viotti (Tivoli) |

|             |           |  |
| Aliboni 16’ | Marcatori |  |

| Arbitro: | Proietti (Terni) |

|                |           |  |
| Anichini 90+2’ | Marcatori |  |

| Arbitro: | Xausa (Portugruaro) |

|                           |           |                                                    |
| Chiarabini 9’ Brega 45+2’ | Marcatori | 12’ De Vecchis 28’ Varallo 62’ Paradisi 77’ Scarpa |

| Arbitro: | D'Annibale (Marsala) |

|            |           |                      |
| Pirone 64’ | Marcatori | 6’ Aliboni 81’ Brega |

| Arbitro: | Candeo (Este) |

|                                    |           |             |
| Redomi 2’ Da Silva 30’ Brega 45+2’ | Marcatori | 61’ Piccolo |

#### Girone di ritorno
| Lucca 6 gennaio 2013, ore 14:30 CEST 18ª giornata | Lucchese              | 0 – 0 | Formigine | Stadio Porta Elisa\| Arbitro: \| Davide Curti (Milano) \| |
| Arbitro:                                          | Davide Curti (Milano) |       |           |                                                           |

| Budrio 13 gennaio 2013, ore 14:30 CEST 19ª giornata | Mezzolara | 2 – 3 | Lucchese | Stadio Pietro Zucchini |

| Lucca 20 gennaio 2013, ore 14:30 CEST 20ª giornata | Lucchese | 0 – 0 | Fortis Juventus | Stadio Porta Elisa |

| Fidenza 27 gennaio 2013, ore 14:30 CEST 21ª giornata | Fidenza | 0 – 2 | Lucchese | Stadio Dario Ballotta |

| Lucca 3 febbraio 2013, ore 14:30 CEST 22ª giornata | Lucchese | 1 – 0 | Forcoli | Stadio Porta Elisa |

| Rosignano Marittimo 27 febbraio 2013, ore 14:30 CEST 23ª giornata | Rosignano Sei Rose | 0 – 3 | Lucchese | Stadio E. Solvay |

| Ferrara 24 febbraio 2013, ore 14:30 CEST 24ª giornata | SPAL | 2 – 2 | Lucchese | Stadio Paolo Mazza |

| Lucca 3 marzo 2013, ore 14:30 CEST 25ª giornata | Lucchese | 1 – 1 | Massese | Stadio Porta Elisa |

| Castenaso 10 marzo 2013, ore 14:30 CEST 26ª giornata | Castenaso Van Goof | 1 – 1 | Lucchese | Stadio Comunale "G. Negrini" |

| Lucca 17 marzo 2013, ore 14:30 CEST 27ª giornata | Lucchese | 2 – 0 | Bagnolese | Stadio Porta Elisa |

| Riccione 24 marzo 2013, ore 14:30 CEST 28ª giornata | Riccione | 0 – 1 | Lucchese | Stadio Italo Nicoletti |

| Lucca 28 marzo 2013, ore 14:30 CEST 29ª giornata | Lucchese | 3 – 0 | Virtus Pavullese | Stadio Porta Elisa |

| Ponte a Egola 7 aprile 2013, ore 15:00 CEST 30ª giornata | Tuttocuoio | 2 – 0 | Lucchese | Stadio Libero Masini |

| Lucca 14 aprile 2013, ore 15:00 CEST 31ª giornata | Lucchese | 2 – 2 | Pistoiese | Stadio Porta Elisa |

| Castelfranco Emilia 21 aprile 2013, ore 15:00 CEST 32ª giornata | Virtus Castelfranco | 0 – 2 | Lucchese | Stadio Fausto Ferrarini |

| Lucca 28 aprile 2013, ore 15:00 CEST 33ª giornata | Lucchese | 0 – 0 | Camaiore | Stadio Porta Elisa |

| Piacenza 5 maggio 2013, ore 15:00 CEST 34ª giornata | Atletico BP Pro Piacenza | 0 – 1 | Lucchese | Stadio Gianni Siboni |

### Play-Off
| Arbitro: | Andrea Mei (Pesaro) |

|  |           |                                    |
|  | Marcatori | 71’ (rig.) Colicchio 90+1’ Piccolo |

### Coppa Italia Serie D
| Arbitro: | Meraviglia (Pistoia) |

|  |           |           |
|  | Marcatori | 28’ Brega |

| Arbitro: | Luca Capasso (Firenze) |

|                                         |                      |                            |
| Gambadori 20’                           | Marcatori            | 63’ Brega                  |
| Gambadori Lazzarò Cecchi Varutti Bigoni | Tiri di rigore 5 – 3 | Redomi Carli Aliboni Nardi |

## Statistiche

### Statistiche di squadra
| Competizione         | Punti | In casa | In casa | In casa | In casa | In casa | In casa | In trasferta | In trasferta | In trasferta | In trasferta | In trasferta | In trasferta | Totale | Totale | Totale | Totale | Totale | Totale | DR  |
| Competizione         | Punti | G       | V       | N       | P       | Gf      | Gs      | G            | V            | N            | P            | Gf           | Gs           | G      | V      | N      | P      | Gf     | Gs     | DR  |
| -------------------- | ----- | ------- | ------- | ------- | ------- | ------- | ------- | ------------ | ------------ | ------------ | ------------ | ------------ | ------------ | ------ | ------ | ------ | ------ | ------ | ------ | --- |
| Serie D              | 65    | 17      | 7       | 8       | 2       | 22      | 11      | 17           | 11           | 3            | 3            | 27           | 13           | 34     | 18     | 11     | 5      | 49     | 24     | +25 |
| Play-off             | -     | 1       | 0       | 0       | 1       | 0       | 2       | -            | -            | -            | -            | -            | -            | 1      | 0      | 0      | 1      | 0      | 2      | -2  |
| Coppa Italia Serie D | -     | 0       | 0       | 0       | 0       | 0       | 0       | 2            | 1            | 1            | 0            | 2            | 1            | 2      | 1      | 1      | 0      | 2      | 1      | +1  |
| Totale               | -     | 18      | 7       | 8       | 3       | 22      | 13      | 19           | 12           | 4            | 3            | 29           | 14           | 37     | 19     | 12     | 6      | 51     | 27     | +24 |

### Andamento in campionato
| Giornata  | 1 | 2 | 3 | 4 | 5 | 6 | 7 | 8 | 9 | 10 | 11 | 12 | 13 | 14 | 15 | 16 | 17 | 18 | 19 | 20 | 21 | 22 | 23 | 24 | 25 | 26 | 27 | 28 | 29 | 30 | 31 | 32 | 33 | 34 |
| --------- | - | - | - | - | - | - | - | - | - | -- | -- | -- | -- | -- | -- | -- | -- | -- | -- | -- | -- | -- | -- | -- | -- | -- | -- | -- | -- | -- | -- | -- | -- | -- |
| Luogo     | T | C | T | C | T | C | C | T | C | T  | C  | T  | C  | T  | C  | T  | C  | C  | T  | C  | T  | C  | T  | T  | C  | T  | C  | T  | C  | T  | C  | T  | C  | T  |
| Risultato | V | N | V | N | V | V | V | P | N | N  | P  | V  | V  | P  | P  | V  | V  | N  | V  | N  | V  | V  | V  | N  | N  | N  | V  | V  | V  | P  | N  | V  | N  | V  |
| Posizione | 3 | 2 | 2 | 2 | 2 | 3 | 1 | 1 | 1 | 2  | 6  | 5  | 3  | 6  | 6  | 6  | 4  | 5  | 4  | 6  | 4  | 3  | 3  | 3  | 3  | 4  | 4  | 4  | 4  | 4  | 4  | 4  | 4  | 3  |

Legenda:

Luogo: C = Casa; T = Trasferta. Risultato: V = Vittoria; N = Pareggio; P = Sconfitta.